# Apeliotes
Apeliotes (gr. Ἀπηλιώτης Apēliṓtēs ‘związany ze Słońcem’, łac. Solanus ‘wiatr wschodni’) – w mitologii greckiej bóg i uosobienie wiatru wschodniego.
Uosabiał porywisty wiatr, wiejący ze wschodu (lub, według niektórych źródeł, z południowego wschodu). Przypuszczalnie uchodził za syna tytana Astrajosa i tytanidy Eos oraz za brata Boreasza, Eurosa, Notosa, Zefira, Kajkiasa, Lipsa, Skirona (personifikacji wiatrów), Fosforosa (Hesperosa; personifikacji planety Wenus), niektórych gwiazd (personifikacji gwiazd).
W sztuce przedstawiany jest jako młody mężczyzna z wielkimi skrzydłami u ramion, z owocami.
Wyobrażenie o bogu przejawia się w rzeźbie (fryz z I wieku p.n.e. z wizerunkami ośmiu skrzydlatych bogów wiatrów zdobiący Wieżę Wiatrów w Atenach).